# Clothodidae
Clothodidae zijn een familie van webspinners (Embioptera).

## Kenmerken
Deze insecten hebben doorgaans een slank lichaam met korte poten, kleine ogen, gelede antennen en eenvoudige, kauwende monddelen. Ze hebben een lichaamslengte van 0,5 tot 2 cm.

## Leefwijze
Als een mannetje volwassen is, stopt deze met eten. Dit geldt niet voor de vrouwtjes en nimfen, die zowel dierlijk als plantaardig voedsel tot zich nemen.

## Voortplanting
Het mannetje gebruikt zijn kaken niet om te eten, maar om zijn partner tijdens de paring vast te grijpen. Het legsel wordt met zijde en bladdeeltjes bedekt. Na het uitkomen worden de nimfen met voorverteerd voedsel gevoed.

## Verspreiding en leefgebied
De soorten uit de familie komen uitsluitend voor in het Neotropisch gebied in bladstrooisel, onder schors en stenen.

## Taxonomie
- Geslacht Antipaluria
  - Antipaluria aequicercata - Enderlein, 1912
  - Antipaluria caribbeana - Ross, 1987
  - Antipaluria intermedia - (Davis, 1939)
  - Antipaluria marginata - Ross, 1987
  - Antipaluria panamensis - Ross, 1987
  - Antipaluria silvestris - Ross, 1987
  - Antipaluria urichi - (Saussure, 1896)
- Geslacht Chromatoclothoda
  - Chromatoclothoda albicauda - Ross, 1987
  - Chromatoclothoda aurata - Ross, 1987
  - Chromatoclothoda elegantula - Ross, 1987
  - Chromatoclothoda nana - Ross, 1987
  - Chromatoclothoda nigricauda - Ross, 1987
- Geslacht Clothoda
  - Clothoda longicauda - Ross, 1987
  - Clothoda nobilis - (Gerstaecker, 1888)
  - Clothoda septentrionalis - Marino & Marquez, 1988
- Geslacht Cryptoclothoda
  - Cryptoclothoda spinula - Ross, 1987